# Attentat de Jaffa
L'attentat de Jaffa a eu lieu le 4 janvier 1948, lorsque le Lehi a placé une bombe dans un camion près du Nouveau Sérail (New Saraya ou Al-Saraya al-Jadida), abritant peu de jours auparavant le quartier général de l'organisation palestinienne al-Najjada, tuant environ 26 Arabes palestiniens.

## Contexte
Le 19 novembre 1947, l’ONU décide du plan de partage de la Palestine. Dans le cadre du plan Daleth, les sionistes multiplient les opérations visant à faire fuir les Arabes de Palestine.
Dès l’annonce du plan, des Arabes et des Juifs ont parcouru la ville en tirant des coups de feu dans les habitations et les commerces.
L’objectif est semble-t-il le comité national palestinien de la ville, qui siège dans le Nouveau Sérail. Le jour de l’attentat, il venait de déménager dans les faubourgs de la ville. Quelques jours plus tôt, deux hommes avaient pris un camion utilisé pour exporter des oranges de Tel Aviv à Jaffa et avaient fait porter des vêtements traditionnels arabes au chauffeur. Cependant, les sentinelles ont ouvert le feu sur le véhicule. Les terroristes du Lehi ont fait demi-tour et ont dû repenser leur plan.

## Le bâtiment
L’Al-Saraya al-Jadida, ou nouveau sérail en arabe, est un bâtiment administratif construit à la fin du XIXe siècle pour remplacer le vieux Sérail (Al-Saraya al-'Atika) situé dans la vieille ville. Construit dans un nouveau quartier administratif, sur la place où se trouvaient la mosquée al-Mahmudiyya et la prison, le nouveau sérail est conçu par l’architecte Baruch Peppermeister. Après avoir abrité le gouverneur ottoman de la ville, le nouveau Sérail servait aux services municipaux de Jaffa. Au moment de l’attentat, une cantine fournissait des repas aux enfants nécessiteux. Le bâtiment est presque entièrement détruit par l’attentat : ne subsiste que la colonnade, visible sur Shari' Yefet.

## Attentat
Le 4 janvier 1948, deux hommes travaillant pour l'organisation Lehi ont trouvé un camion près du bâtiment Seray, également utilisé comme quartier général du groupe palestinien al-Najjada. Non seulement ce bâtiment abritait une cuisine pour enfants, les deux hommes decide de planté une bombe sur le camion stationné juste à côté du bâtiment. Ensuite, ils sont partis boire un café à proximité avant de quitter Jaffa, tuant 26 personnes et en blessant plus de 100, la plupart étant des civils innocents mangeant à la cuisine de charité. L'opération avait terriblement échoué et Lehi avait complètement raté sa cible. Ce crime de guerre a forcé la direction d'al-Najjada à se déplacer vers les banlieues, le bâtiment contenait aussi des chefs du Haut Comité Arabe,,,.